# The Box Man
The Box Man (箱の男?, Hako no otoko) è un manga scritto e disegnato da Imiri Sakabashira. L'opera è stata pubblicata sulla rivista AX di Seirin Kōgeisha e in seguito riedita nella raccolta Aka taitsu otoko, pubblicata il 31 ottobre 2004.

## Trama
Un uomo è in viaggio su uno scooter, accompagnato da una creatura mezzo gatto mezzo kappa e con una scatola che contiene un uomo con delle chele di granchio. Lungo la strada incontra ogni sorta di kaijū e personaggi che sembrano essere stati ispirati dal lavoro di Eiji Tsuburaya. Una rettile balza fuori dall'acqua e lancia loro un raggio dalla bocca, facendo schiantare lo scooter, l'uomo ne acquista uno nuovo in una discarica. Mentre percorrono una sporgenza, cadono su un reticolo di cavi. Continuando a piedi, due agenti di polizia li fermano per ispezionare la scatola. L'uomo nella scatola decapita uno degli ufficiali e castra l'altro, il gruppo fugge e si nasconde in una casa. All'interno, una testa fluttuante li conduce a una figura mascherata minacciosa, che viene placata quando lecca un rospo allucinogeno, datogli dall'uomo nella scatola, entrando in trance. Il gruppo si sposta in un'altra abitazione dove, insieme a uno strano uomo, osservano una galleria di esseri mostruosi. Mentre ii gruppo fugge su un altro scooter, stavolta rubato, alcuni dei mostri li inseguono e attaccano. Durante la fuga, si imbattono in agenti di polizia che lottano uccidendo le creature. Gli agenti li inseguono in un'auto della polizia fino a quando non si schiantano. L'uomo prende la persona nella scatola, suo padre che aveva acquisito un corpo degenerato dalle sembianze di un granchio, e lo lascia, insieme alla creatura che lo ha accompagnato per tutto il viaggio, nel mare della decadenza. 

## Tematiche
The Box Man è di difficile interpretazione. Potrebbe essere una metafora dell'invecchiamento e della morte. Il protagonista sullo scooter è un adulto il cui padre, nella scatola, è vecchio e malato. Il figlio non può più prendersene cura e intraprende un viaggio per trasportarlo in un luogo migliore. Nella scelta di liberarsi dal padre malato, inoltre, si può incorrere non solo nel giudizio della società, ma ci si scontra in primo luogo con i propri demoni interiori che, nell'opera, si manifestano letteralmente.

## Pubblicazione
L'opera, originariamente serializzata nella rivista manga alternativa di Seirin Kōgeisha AX, è stata inclusa nella raccolta di racconti Aka taitsu otoko (赤タイツ男?) pubblicata il 31 ottobre 2004. Il 24 dicembre 2019 viene pubblicata in Italia dall'editore Star Comics nella collana Umami.  